# Argument
Argument (lat. argumentum od arguo, objasňuji, vyvracím, obviňuji) je důkaz, důvod nebo doklad, že nějaké tvrzení je pravdivé nebo naopak nepravdivé, že platí nebo neplatí.

## Argumentace
Argumentace má odlišnou povahu v matematice nebo v přírodních vědách, kde rozhoduje logická správnost a návaznost argumentů, než ve filosofii, v právu nebo v politice, kde hraje větší roli také formulace a řečnická přesvědčivost argumentace.
Argumentace čili postup přesvědčování se obvykle skládá z řady argumentů, které na sebe navazují nebo se podporují. Lineární argumentace, obvyklá ve vědách, začíná předpoklady (premisami), z nichž se pak odvozuje závěr. Naproti tomu dialektická argumentace staví proti sobě dvě (vzácně i více) řady argumentů – argumenty pro a proti. Tak je tomu typicky v právu, ať už se jedná o soudní proces nebo teoretickou diskusi. Ve starověku a středověku se vyžadovalo,[kde?] aby každý účastník nejprve vlastními slovy zopakoval předchozí stanovisko protivníka, a teprve když s ním protivník souhlasil, mohl předložit vlastní stanovisko (námitky).[zdroj⁠?!]

## Zvláštní druhy argumentu
- Argumentum a priori (z předchozího) postupuje čistě logickými kroky a neodvolává se na žádnou zkušenost. Viz a priori.
- Argumentum e contrario (z opaku) vyvrací nějaké tvrzení tím, že dokáže, že nutně vede ke sporu nebo k nepřijatelným důsledkům. Také důkaz sporem.
- Argumentum ad oculos (na vlastní oči) je nabídka: „Podívejte se sami. Věc je zcela zřejmá.“
- Argumentum a fortiori (ze silnějšího): „Je-li srážka už při rychlosti 60 km/hod životu nebezpečná, tím spíš při rychlosti 100 km/hod.“
- Argumentum ad hominem nebo ad personam (argument k určitému člověku) využívá osobních vlastností protivníka a snaží se jimi oslabit jeho pozici.
- Argumentum ad nauseam (do omrzení, doslova ke zvracení) spočívá v neustálém opakování téhož tvrzení.
- Argumentum e silentio (z mlčení) se užívá například v historii: fakt, že se prameny o něčem nezmiňují, lze někdy pokládat za argument, i když poměrně nejistý.[1]